# Đài phát thanh

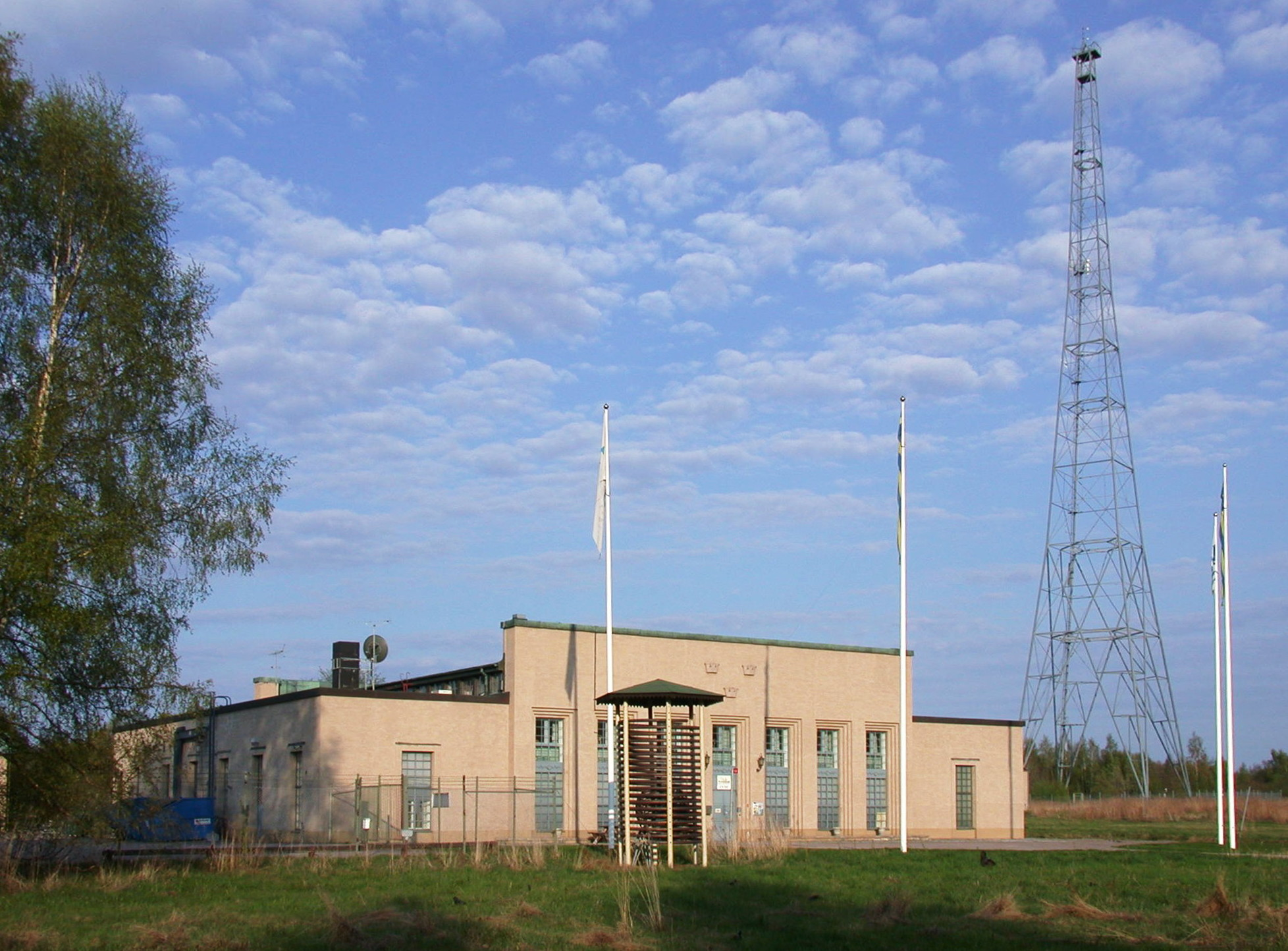
Trạm phát sóng ở Motala, Thụy Điển

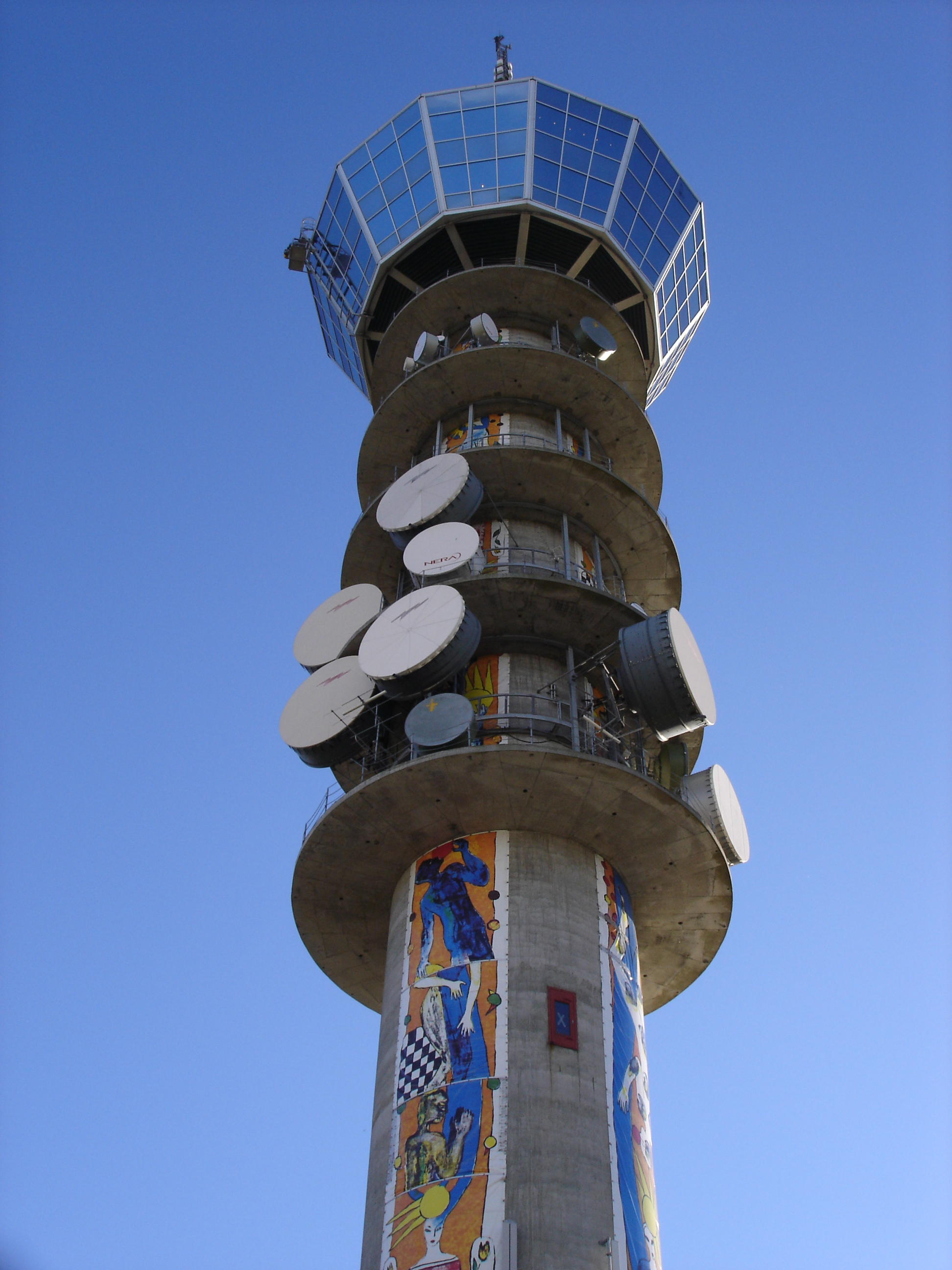
Tháp phát thanh Trondheim, Na Uy

Đài phát thanh là một bộ phận quan trọng cấu thành hệ thống truyền thông của một quốc gia. Cơ quan này có thể thuộc sở hữu tư nhân hoặc của nhà nước. Các chương trình phát thanh thường là chương trình thời sự, tin tức, chuyên mục, chương trình giải trí (âm nhạc, đọc truyện, trò chơi phát thanh...), thông tin quảng cáo... Thông tin được truyền đi bằng sóng vô tuyến từ các cột hoặc trạm phát sóng để đến được các thiết bị thu như đài radio hoặc điện thoại di động. Ngày nay tín hiệu vô tuyến cũng được truyền qua đường cáp quang hoặc vệ tinh để đến được những vùng xa xôi. Các chương trình phát thanh cũng được cung cấp trực tuyến trên internet và có thêm kênh truyền thanh có hình.